# Torneio Quinela de Ouro
Torneio Quinela de Ouro foi uma competição amistosa interestadual de futebol disputada na cidade de São Paulo em 1942, teve a participação de cinco equipes, três do Estado de São Paulo e duas do Rio de Janeiro, então Distrito Federal, com quatro partidas disputadas por cada clube, nas quais todas as equipes envolvidas se enfrentariam, sendo campeã aquela que tivesse o melhor aproveitamento.

## História
O torneio foi realizado em Março daquele ano partindo da iniciativa do campeão paulista (Palmeiras) e do vice-campeão (Corinthians) mais o São Paulo, que convidaram as equipes mais expressivas do futebol carioca daquele ano para disputar um torneio em vespera da comemoração de dois anos do Estádio Municipal Paulo Machado de Carvalho, o "Pacaembu".
Por vencer este torneio, o Corinthians foi chamado de "campeão dos campeões" na edição do dia 3 de Fevereiro de 1949 do Jornal do Dia, do Rio de Janeiro. No mesmo jornal anos mais tarde o torneio chegou a ser relacionado como uma tentativa de reorganizar o Torneio Rio–São Paulo, sendo disputado apenas em São Paulo porque no Torneio Rio-São Paulo de 1940 as rendas do Rio de Janeiro fracassaram, o que levou à suspensão do torneio. No jornal "A Noite" também do Rio de Janeiro chega-se a chamar o torneio como "Rio-São Paulo" quando diz "Invicto o Flamengo no Rio-São Paulo" e também sobre a posição do Fluminense mencionando que "o Fluminense somando 6 pontos perdidos ficou no último posto do Torneio Rio-São Paulo".

## Participantes
Corinthians
 Flamengo
 Fluminense
 Palmeiras (Como Palestra Itália)
 São Paulo

## Tabela
Todas as partidas foram realizadas em São Paulo no  Estádio Municipal Paulo Machado de Carvalho, o "Pacaembu".
| 7 de março de 1942 | Corinthians | 3 - 3 | São Paulo | Pacaembu                   |
|                    |             |       |           | Público: 19,000 (estimado) |

| 12 de março de 1942 | Flamengo | 0 - 0 | Fluminense | Pacaembu       |
|                     |          |       |            | Público: 6,402 |

| 14 de março de 1942 | Palestra Itália | 1 - 1 | São Paulo | Pacaembu                   |
|                     |                 |       |           | Público: 28,000 (estimado) |

| 18 de março de 1942 | São Paulo | 1 - 2 | Flamengo | Pacaembu        |
|                     |           |       |          | Público: 28,707 |

| 18 de março de 1942 | Corinthians | 2 - 1 | Fluminense | Pacaembu              |
|                     |             |       |            | Público: Rodada dupla |

| 21 de março de 1942 | Palestra Itália | 5 - 2 | Fluminense | Pacaembu        |
|                     |                 |       |            | Público: 28,904 |

| 21 de março de 1942 | Corinthians | 1 - 1 | Flamengo | Pacaembu              |
|                     |             |       |          | Público: Rodada dupla |

| 25 de março de 1942 | São Paulo | 1 - 1 | Fluminense | Pacaembu        |
|                     |           |       |            | Público: 22,077 |

| 25 de março de 1942 | Palestra Itália | 2 - 2 | Flamengo | Pacaembu              |
|                     |                 |       |          | Público: Rodada dupla |

| 28 de março de 1942 | Corinthians | 4 - 1 | Palestra Itália | Pacaembu                   |
|                     |             |       |                 | Público: 24,000 (estimado) |

## Classificação final
| Pos | Clube       | PG | J | V | E | D | GP | GC | SG |
| --- | ----------- | -- | - | - | - | - | -- | -- | -- |
| 1º  | Corinthians | 6  | 4 | 2 | 2 | 0 | 10 | 6  | 4  |
| 2º  | Flamengo    | 5  | 4 | 1 | 3 | 0 | 5  | 4  | 1  |
| 3º  | Palmeiras   | 4  | 4 | 1 | 2 | 1 | 9  | 9  | 0  |
| 4º  | São Paulo   | 3  | 4 | 0 | 3 | 1 | 6  | 7  | -1 |
| 5º  | Fluminense  | 2  | 4 | 0 | 2 | 2 | 4  | 8  | -4 |

| Torneio Quinela de Ouro                 |
| --------------------------------------- |
| Sport Club Corinthians Paulista Campeão |